# Phoebis argante
Espèce
Phoebis argante est une espèce de papillons diurnes de la famille des piéridés que l'on rencontre en Amérique centrale et en Amérique du Sud.

## Synonymes
- Papilio argante Fabricius, 1775
- Papilio cipris Cramer, [1777]
- Papilio volcanica Perry, 1811
- Phoebis cypris Hübner, [1819]
- Colias cnidia Godart, 1819
- Papilio aurantia Larrañaga, 1923
- Papilio larra Fabricius, 1798
- Papilio hersilia Cramer, [1777]
- Papilio xanthe Sepp, [1847] (preocc. Denis & Schiffermüller, 1775)
- Callidryas minuscula Butler, 1869
- Callidryas fornax Butler, 1871
- Callidryas rorata Butler, 1869
- Phoebis argante f. adela Brown, 1929

## Sous-espèces
- Phoebis argante argante (Brésil, Uruguay)
- Phoebis argante larra (Fabricius, 1798) (Guyana, Surinam)
- Phoebis argante minuscula (Butler, 1869) (Cuba)
- Phoebis argante rorata (Butler, 1869) (République dominicaine)
- Phoebis argante comstocki Avinoff, 1944 (Jamaïque)
- Phoebis argante chincha Lamas, 1976 (Pérou)
- Phoebis argante martini Comstock, 1944
- Phoebis argante ssp. (Mexique)

## Description

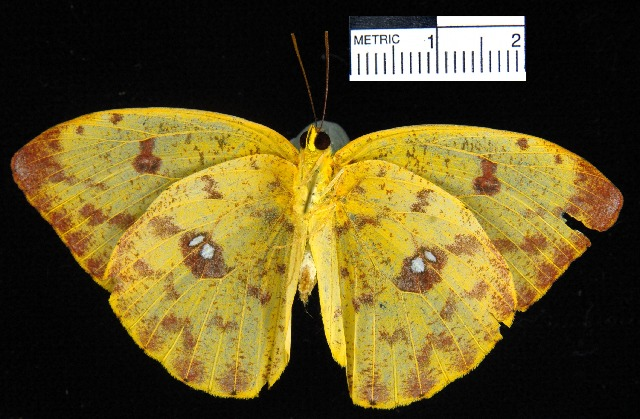
Vue ventrale.

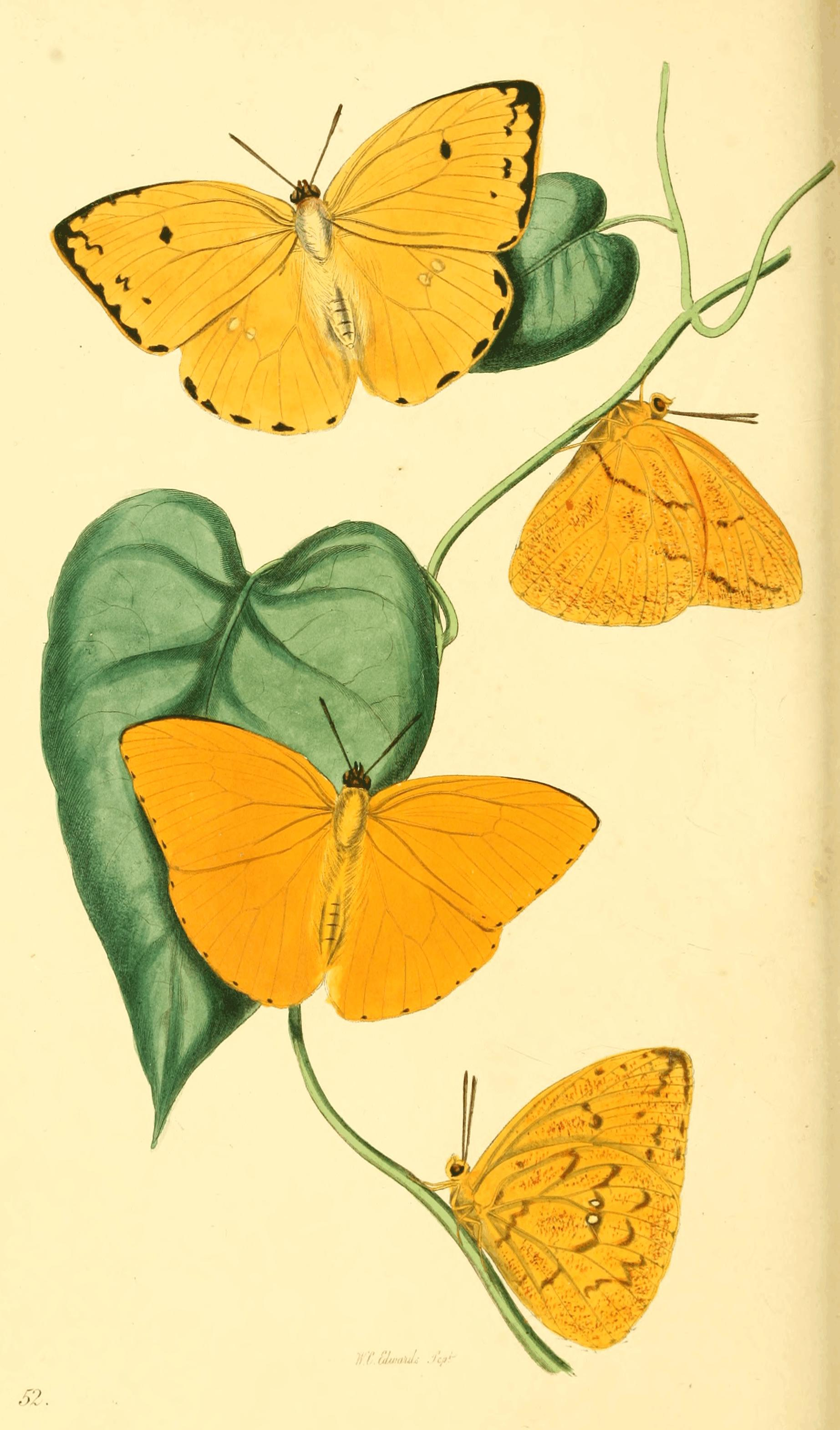
Illustration.

Ce papillon diurne de couleur jaune orangé ressemble à Phoebis philea, mais sans sa tache rectangulaire. Sa première paire d'aile se distingue par un fin liséré noir. Le revers est jaunâtre avec des petites taches brunâtres.
La chenille se nourrit de diverses légumineuses ou mimosacées, notamment du genre Senna, du genre Inga, etc.

## Habitat
Il vit dans les zones dégradées de la forêt tropicale.

## Répartition
Ce papillon vit dans toute l'Amérique centrale, dans une partie du Mexique et dans le nord de l'Amérique du Sud jusque dans la forêt amazonienne et dans diverses îles des Caraïbes.